# Microsoft Office
Microsoft Office bezeichnet ein Office-Paket von Microsoft für Windows, macOS, iOS, iPadOS, Android. Für unterschiedliche Aufgabenstellungen werden verschiedene Editionen angeboten, die sich in enthaltenen Komponenten, Preis und Lizenzierung unterscheiden. Parallel dazu wird seit 2011 eine abonnementbasierte Lizenzierung der gesamten Office-Software unter dem Namen Microsoft 365 (bis April 2020 Office 365) angeboten.

## Geschichte

### Macintosh
Die erste Version von Microsoft Office erschien am 1. August 1989 ausschließlich für den Apple Macintosh und umfasste die Textverarbeitung Word (Version 4.0), die Tabellenkalkulation Excel (Version 2.2) und die Präsentationssoftware PowerPoint (Version 2.01) sowie Microsoft Mail (Version 1.37). Die letzten Versionen für klassisches Mac OS waren Microsoft Office 98 und Microsoft Office 2001. Das im Jahr 2001 erschienene Microsoft Office v. X war die erste Version für Mac OS X, das Nachfolgeprodukt Microsoft Office 2004 erschien Juni 2004.
Office 2008 wurde mit Xcode komplett überarbeitet. Das Ziel war die Prozessorunabhängigkeit, sodass Office nativ auf Intel- wie auch auf PowerPCs läuft (Universal Binary). Mit dieser Version entfiel die rudimentär vorhandene VBA-Unterstützung zugunsten der AppleScript-Unterstützung. Microsoft hatte diesen Schritt damit begründet, dass der veraltete Programmcode mit modernen Compilern nicht mehr übersetzt werden könne und einer Portierung auf moderne GCC-Compiler unverhältnismäßige Schwierigkeiten entgegenstünden. Mit Office 2011 wurde die VBA-Unterstützung wieder eingeführt.
Die macOS-Version Office 2016 ist seit dem 9. Juli 2015 als 32-Bit-Version verfügbar. Die 64-Bit-Version ist am 22. August 2016 zur Verfügung gestellt worden.
Die macOS-Version Office 2019 wurde am 24. September 2018 veröffentlicht.
Die macOS-Version Office 2021 wurde am 5. Oktober 2021 veröffentlicht, die aktuellste Version (Stand Mai 2024) ist für macOS: 16.75 (23070901) vom 11. Juli 2023.

### Windows

Microsoft Word 1.1a, Bestandteil von Office 1.6

Microsoft PowerPoint 3, Bestandteil von Office 3

Microsoft Excel 5, Bestandteil von Office 4.3

Microsoft Word 2011, Bestandteil von Office 2011

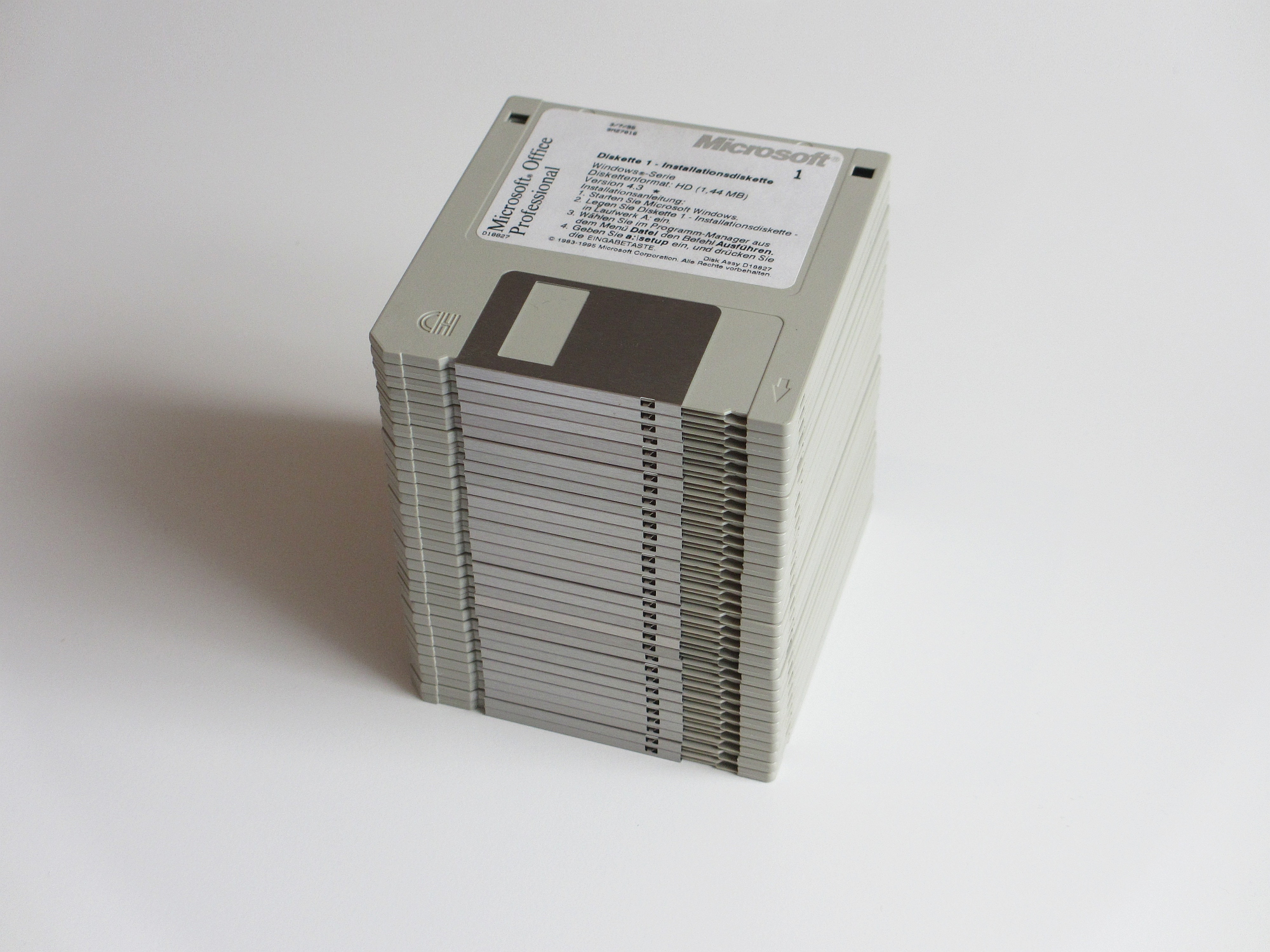
Deutschsprachige Version von Microsoft Office Professional 4.3 (1994) auf insgesamt 32 Disketten.

Die erste Office-Version für Windows erschien Ende September oder im Oktober 1990 (englische Version). Sie bündelte erstmals für Windows die zuvor schon erhältlichen Einzelprogramme Word for Windows 1.1, Excel for Windows 2.0 und PowerPoint for Windows 2.0 mittels eines gemeinsamen Installationsprogramms und bot bereits einen programmübergreifenden Datenaustausch per DDE. Diese Office-Version begnügte sich u. a. mit EGA-Grafik, 2 MB RAM und einem Prozessor der 80286-Klasse, erforderte aber bereits ein Zeigegerät und konnte – da Windows noch nicht sehr verbreitet war – unter DOS auch mit einer angepassten Windows-Runtime genutzt werden. 1992 erschien die Version Microsoft Office 3.0, die neben Word 2.0, Excel 4.0 und Powerpoint 2.0 auch Mail 3.0 umfasste. 1994 bildeten die drei Programme Word, Excel und Powerpoint in den Office 4.x-Versionen das Paket „Standard“, das in der „Professional“-Version jeweils um die Programme Access und Mail erweitert wurde (4.0 und 4.3). Sie arbeiteten z. B. über OLE 2.0 zusammen.
Im Jahr 1995 erschien Microsoft Office 95 (Version 7), in welchem sich zum ersten Mal alle Komponenten die Versionsnummer – 7.0 – teilten. Zudem war auch Access im Installationsprogramm integriert. Diese Version lief nur noch auf 32-Bit-Betriebssystemen (Windows 95 oder NT 3.51). Vorausgesetzt wurde ein 386er-PC. Ende 1996 wurde Microsoft Office 97 (Version 8) veröffentlicht, das einen 486er-PC und Windows 95 bzw. NT 3.51 voraussetzte (Publisher 98 erforderte ggf. statt NT 3.51 die Version NT 4.0).
Beim Mitte Juni 1999 erschienenen Microsoft Office 2000 (Version 9) war ein Pentium-kompatibler Prozessor als Mindestvoraussetzung angegeben; der Support für Windows NT 3.51 entfiel ganz. Ende Mai 2001 kam Microsoft Office XP (Version 10). Bei Office XP verlangte die Windows-Version erstmals eine Produktaktivierung per Internet oder Telefon. Ohne diese Aktivierung stellte das Programm nach einigen Starts seine Funktion ein. Windows 95 wurde nicht mehr unterstützt. Office XP war das letzte Office-Paket, das auf MS-DOS-basierten Betriebssystemen lief (Windows 98/ME).
Am 21. Oktober 2003 kam für Windows Microsoft Office 2003 (Version 11) in den Handel. Dort wurde auch die Formular-Verarbeitung InfoPath eingeführt. Die 2003er-Version unterstützte nur noch Betriebssysteme auf NT-Basis, wobei mindestens Windows 2000 verwendet werden musste. Es entfiel die Unterstützung für Windows NT 4.0 und die Produktlinien Windows 9x. Office 2003 ist das älteste Office, das offiziell zu Windows 7 kompatibel ist.
Ab Version 2007 wurden in der Bedienoberfläche sogenannte Ribbons (kontextbezogene Funktions- bzw. Menüleisten) eingeführt.
Die Office-Version 2016 für Windows ist seit dem 22. September 2015 verfügbar. Der Nachfolger, Office 2019, erschien am 24. September 2018. Die aktuelle Version Office 2021 kam am 5. Oktober 2021 in den Handel. Im Oktober 2022 wurde bekannt, dass sich Microsoft von der Office-Marke ganz verabschieden wird und auch die restlichen Office-Produkte in Microsoft 365 umbenannt werden.

## Marktstatus
Microsofts Office-Suiten nehmen in den USA und in Europa eine marktbeherrschende Stellung ein; die Komponenten Word, Excel, PowerPoint, Access und Outlook bilden in heutigen Büroumgebungen den De-facto-Standard in ihren jeweiligen Anwendungsfeldern und haben ehemals konkurrierende Produkte wie die Textverarbeitung WordPerfect, die Tabellenkalkulationen Quattro Pro und Lotus 1-2-3 bzw. Symphony sowie das Datenbankverwaltungssystem Paradox verdrängt. Die größten Konkurrenten für Microsofts Office-Suite stellen in Deutschland Google Workspace (mit Google Drive, Google Docs, Google Sheets und weiteren Anwendungen; ca. 9 % Marktanteil) so wie LibreOffice (ca. 2 % Marktanteil) dar.
Der HTML-Editor FrontPage, welcher für Windows erfolgte, war die weltweit meistverkaufte Software in ihrem Marktsegment und in der Premium-Version von MS Office 2000, XP und 2003 enthalten. Trotzdem wurde die Entwicklung 2003 eingestellt. „Microsoft Office SharePoint Designer 2007“ übernahm in MS Office 2007 ähnliche Funktionen, setzt aber einen SharePoint-Server voraus. Im Herbst 2007 trat Microsoft Expression Web die Nachfolge von Microsoft FrontPage an.

## Lokalisierungen
Microsoft Office für Mac wird in verschiedenen Sprachen lokalisiert und herausgegeben.
Unter Windows kann das englische Originalprodukt mit MUI-Sprachpaketen erweitert werden, sodass Benutzer aus einer Liste installierter Sprachen die für ihn passende jederzeit frei auswählen kann. Hinzu kommen noch Versionen für kleinere Sprachgruppen, die auf dem MUI-Interface aufsetzen und von interessierten Verbänden in Kooperation mit Microsoft realisiert werden können. Seit Sommer 2006 kann mithilfe der Lia Rumantscha für Office 2003 ein Language Pack inklusive Rechtschreib- und Grammatikprüfung für Rumantsch Grischun heruntergeladen werden; im Frühjahr 2007 wurde eine elsässische Version vom Amt für Sprache und Kultur im Elsass (Office pour la Langue et la Culture d'Alsace, OLCA) vorgestellt. Die Sprachpakete werden entweder mithilfe eines normalen Setup-Vorgangs nachinstalliert, oder durch ein Slipstreaming direkt in die Office-Installation eingebunden.

## Microsoft Office Mobile
Microsoft Office Mobile ist eine speziell auf Smartphones ausgerichtete Variante von Microsoft Office. Offiziell unterstützt werden die Betriebssysteme Windows 10, iOS, iPadOS und Android. Frühere Versionen unterstützten auch Windows Mobile und Windows Phone.

## Microsoft Office Online
Seit Juni 2010 bietet Microsoft eine reduzierte Ausgabe der Anwendungen Word, Excel, PowerPoint und OneNote als Office Online (vormals Office Web Apps) an. Sie sind Bestandteil von Outlook.com und mit anderen Cloud-Angeboten verknüpft, unter anderem Microsoft OneDrive. Im Zuge der Vorstellung von Office 2013 und Windows 8 hat Microsoft auch eine neue Version der Office Online vorgestellt, die nun vollständig auf HTML5 basiert. Sie sind nicht mehr nur im Internet Explorer, sondern auch anderen Browsern und insbesondere auch im Safari unter iOS und iPadOS nutzbar.

## Komponenten

### Mit aktuellen Office-Versionen ausgelieferte Komponenten
Folgende Komponenten gehören zu den derzeitigen Microsoft-Office-Systemen (Office 2019, Office 2021, Office LTSC 2021, Office 2024, Office LTSC 2024 für Windows, Office 2019/2021/2024 für Mac, iOS und Android) sowie Microsoft 365 Apps (früher Office 365), die teilweise in verschiedenen Ausgaben erhältlich sind sowie zum Großteil auch, oder nur, als Einzelprogramme:
| Produkt            | Beschreibung                                  | Windows                     | macOS                       |
| ------------------ | --------------------------------------------- | --------------------------- | --------------------------- |
| Word               | Textverarbeitung                              | Grünes Häkchensymbol für ja | Grünes Häkchensymbol für ja |
| Excel              | Tabellenkalkulation                           | Grünes Häkchensymbol für ja | Grünes Häkchensymbol für ja |
| PowerPoint         | Präsentationsprogramm                         | Grünes Häkchensymbol für ja | Grünes Häkchensymbol für ja |
| Outlook            | Personal Information Manager                  | Grünes Häkchensymbol für ja | Grünes Häkchensymbol für ja |
| Access             | Datenbankverwaltungssystem                    | Grünes Häkchensymbol für ja |                             |
| OneNote            | Informationsmanagement                        | Grünes Häkchensymbol für ja | Grünes Häkchensymbol für ja |
| Microsoft Teams a) | Messenger-Software und Kollaborationssoftware | Grünes Häkchensymbol für ja | Grünes Häkchensymbol für ja |
| Publisher b)       | Desktop-Publishing                            | Grünes Häkchensymbol für ja |                             |

### Entfallene Komponenten
Komponenten, welche nicht mehr in den aktuellen Officepaketen enthalten sind:
| Produkt              | Auslieferung mit                        | Beschreibung                       | Windows                     | Macintosh                   |
| -------------------- | --------------------------------------- | ---------------------------------- | --------------------------- | --------------------------- |
| Mail                 | einzelne Versionen bis Office 4.3       | E-Mail-Programm                    | Grünes Häkchensymbol für ja | Grünes Häkchensymbol für ja |
| Sammelmappe          | Office 95 bis 2000                      | Projektzusammenstellung            | Grünes Häkchensymbol für ja |                             |
| Schedule+            | Office 95 (als Beigabe bis Office 2003) | Terminkalender                     | Grünes Häkchensymbol für ja |                             |
| PhotoDraw a          | Office 97 und 2000 b                    | Bildbearbeitung                    | Grünes Häkchensymbol für ja |                             |
| Photo Editor c       | Office 97 bis XP b                      | Bildbearbeitung                    | Grünes Häkchensymbol für ja |                             |
| FrontPage d          | bis Office 2003                         | HTML-Editor                        | Grünes Häkchensymbol für ja |                             |
| Project              | bis Office 2003 e                       | Projektmanagementsoftware          | Grünes Häkchensymbol für ja |                             |
| Visio                | bis Office 2003 e                       | Visualisierungsprogramm            | Grünes Häkchensymbol für ja |                             |
| Groove f             | Office 2007 bis Office 2010             | Kollaborationssoftware             | Grünes Häkchensymbol für ja |                             |
| InfoPath             | Office 2007 bis Office 2016             | Formularerstellung und -auswertung | Grünes Häkchensymbol für ja |                             |
| Skype for Business g | Office 2015 bis Office 2021             | Messenger-Software                 | Grünes Häkchensymbol für ja | Grünes Häkchensymbol für ja |
| Outlook Express      | nur Office 98                           | E-Mail-Programm                    |                             | Grünes Häkchensymbol für ja |
| Virtual PC h         | nur Office 2004 i                       | PC-Emulation                       |                             | Grünes Häkchensymbol für ja |
| Entourage            | Office 2001 bis 2008                    | Personal Information Manager       |                             | Grünes Häkchensymbol für ja |
| Expression Media     | nur Office 2008                         | Medienverwaltungsprogramm          |                             | Grünes Häkchensymbol für ja |

### Server-Komponenten für Windows-Systeme
Folgende Server-Komponenten gehören zum Microsoft 365 und Office System:
- Microsoft 365 Apps (früher Office 365 ProPlus), cloud-basierte Version der Office-Anwendungen mit kontinuierlichen Updates
- Microsoft SharePoint Online/Server, webbasierte Kollaborations- und Dokumentenmanagement-Plattform
- Microsoft Exchange Online/Server, E-Mail- und Kalenderdienst
- Microsoft Teams Server/Online, Kommunikations- und Kollaborationsplattform
- Microsoft OneDrive for Business, cloud-basierter Dateispeicher und -synchronisation
- Microsoft Power Platform (Power BI, Power Apps, Power Automate), Tools für Datenanalyse und Prozessautomatisierung
- Microsoft Viva, Employee Experience Platform
- Microsoft Purview (früher Azure Information Protection), Informationsschutz und Compliance

### Zugriffsschutz und Änderungsschutz
Der Kennwortschutz ist eine Sicherheitsfunktion für Word-, Excel- und PowerPoint-Dokumente. Dabei gibt es zwei Ansätze: Eine klassische Dateiverschlüsselung, die das Dokument gegen unbefugtes Öffnen schützt, sowie einen Änderungsschutz, sodass ohne Kenntnis des Kennwortes die Datei zwar geöffnet, aber nicht geändert werden kann.
Das Kennwort gegen Änderungen kann leicht umgangen werden, denn zwangsläufig muss die Software diese Dokumente selbst öffnen und anzeigen können. Somit könnte die Datei geöffnet, mit Änderungen einfach überschrieben und dabei sogar das Kennwort geändert werden. Aus sicherheitstechnischem Blickpunkt ist dieser Ansatz somit unwirksam.
Das Kennwort zum Öffnen verschlüsselt ein Dokument. Vor Office 2007 wies die Methode diverse Schwachstellen auf. Seit Office 2007 kommen zum jeweiligen Zeitpunkt als sicher anzusehende Verschlüsselungstechniken zum Einsatz. Voraussetzung für einen sicheren Zugangsschutz ist wie bei jeder Verschlüsselung ein ausreichend komplexes und geheimes Kennwort (siehe Passwort#Sicherheitsfaktoren).
Office 2024 und Microsoft 365 Apps verwenden seit Oktober 2023 standardmäßig AES256-CBC (Advanced Encryption Standard mit 256-Bit-Schlüssellänge im Cipher Block Chaining-Modus) für die Dokumentenverschlüsselung. Dies stellt eine Verbesserung gegenüber dem zuvor verwendeten AES-256 mit SHA-1 dar und bietet erhöhte Sicherheit. Für SharePoint, OneDrive und Teams-Dateien wird jeder Block mit einem eindeutigen AES-256-Bit-Schlüssel verschlüsselt.

## Office-Editionen
Die verschiedenen Versionen von Office werden in unterschiedlichen Zusammenstellungen, sogenannten „Editionen“ angeboten. Diese unterscheiden sich in der Zielgruppe, der Zusammenstellung und dem Preis. Zudem ändert Microsoft die Komponenten dieser Zusammenstellungen von Version zu Version, d. h. die „Standard“-Edition der Version 2003 enthält andere Programme als in der Version 2010 usw. Auch unterscheiden sich die Pakete in der Anzahl der Installationslizenzen, was aber nicht immer aus dem Namen der angebotenen Edition erkennbar ist.
- Office 95: Standard, Professional
- Office 97: Standard, Small Business, Professional, Developer
- Office 98: Standard, Gold
- Office 2000: Standard, Small Business, Professional, Premium, Developer
- Office XP: Standard für Studenten und Lehrer, Standard, Professional, Small Business, Professional mit Publisher, Entwickler
- Office 2003: Basic, Studenten und Lehrer, Standard, Small Business, Professional
- Office 2004: Standard, Professional, Student & Teacher
- Office 2007: siehe Microsoft Office 2007#Editionen
- Office 2008: Home & Student, Standard, Business Edition, Special Media Edition
- Office 2010: siehe Microsoft Office 2010#Editionen
- Office 2011: Home & Student, Home & Business, Academic, Standard
- Office 2013: siehe Microsoft Office 2013#Editionen
- Office 2016: siehe Microsoft Office 2016#Editionen
- Office 2019: siehe Microsoft Office 2019
- Office 2021: siehe Microsoft Office 2021
- Office 2024: Home, Home & Business, LTSC Standard, LTSC Professional

## Versionen
Auflistung aller bisher ausgelieferten finalen Versionen, die für Windows, macOS bzw. klassisches Mac OS erschienen sind:
| Bezeichnung  | Freigabedatum                                  | Version                                                        | Betriebs- system   | Anwendungen | Bemerkungen |
| ------------ | ---------------------------------------------- | -------------------------------------------------------------- | ------------------ | --- | --- |
| Office 1     | 1989                                           | 1.0                                                            | Mac OS (klassisch) | Word 4.0, Excel 2.2, PowerPoint 2.01 und Mail 1.37 | erste Office-Version, es wurde ursprünglich als ein Paket von Einzelprogrammen (Word, Excel, PowerPoint, Mail) limitiert herausgegeben, später standardmäßig angeboten. |
| Office 1     | Oktober 1990                                   | 1.0                                                            | Windows            | Word, Excel, PowerPoint | Erste Office-Version für Windows 3.0, nur auf Disketten |
| Office 1.5   | 1991                                           | 1.5                                                            | Mac OS (klassisch) | Word 4, Excel 3.0, PowerPoint 2 | Aktualisierung von Excel, unterstützt erstmals System 7. |
| Office 1.5   | März 1991                                      | 1.5                                                            | Windows            | Word, Excel 3.0, PowerPoint | Aktualisierung von Excel, als Update der Vorversion erhältlich (je nach Kaufdatum der Vorversion kostenlos oder kostenpflichtig) |
| Office 1.6   | Juli 1991                                      | 1.6                                                            | Windows            | Word 1.1, Excel 3.0, PowerPoint 2.0, Mail 2.1 | |
| Office 3.0   | 30. August 1992                                | 3.0                                                            | Windows            | Word 2.0c, Excel 4.0a, PowerPoint 3.0, Mail, Access 1.1 (1993) | Erstmals auf CD-ROM erhältlich |
| Office 3     | 1992                                           | 3.0                                                            | Mac OS (klassisch) | Word 5.0, Excel 4.0 und PowerPoint 3.0 | Excel 4.0 mit AppleScript-Unterstützung |
| Office 4.0   | 17. Januar 1994                                | 4.0                                                            | Windows            | Word 6.0, Excel 4.0, PowerPoint 3.0, Mail, Access 2.0. | OLE-Schnittstelle zur gegenseitigen Integration. Die englische Version enthielt einen Gutschein für ein kostenloses Upgrade auf Excel 5.0 und PowerPoint 4.0 nach Verfügbarkeit. 3,5″-Disketten (1,44 MB) mit Coupon für 720K- und 5,25″-Disketten. |
| Office 4.2   | 1994                                           | 4.2                                                            | Mac OS (klassisch) | Word 6.0, Excel 5.0, PowerPoint 4.0 und Mail 3.2 | Erstes Office für den Power Macintosh. Die Benutzeroberfläche war identisch mit Office 4.2 für Windows. |
| Office 4.2   | 16-Bit: Mai '94 32-Bit: Sept. '94              | 4.2                                                            | Windows            | Word 6.0, Excel 5.0, PowerPoint 4.0, Access 2.0, „Microsoft Office Manager“ | 32-Bit-Version: Word und Excel für i386, MIPS, PowerPC, und Alpha (Office und Einzelprogramme tragen den Namenszusatz „for Windows NT“), PowerPoint als 16-Bit für i386 |
| Office 4.2.1 | 1994                                           | 4.2.1                                                          | Mac OS (klassisch) | Word 6.01, Excel 5, PowerPoint 4 | Update für Word, letzte Version für 68k-Macintoshs. |
| Office 4.3   | 2. Juni 1994                                   | 4.3                                                            | Windows            | Word 6.0, Excel 5.0, PowerPoint 4.0, Access 2.0, Mail 3.2 | letzte Version mit Windows-3.1-Unterstützung |
| Office 95    | 30. August 1995                                | 7.0                                                            | Windows            | Word, Excel, PowerPoint, Access 7, Publisher 95, Schedule+ 7 | 32-Bit für Windows NT und 95, ausgeliefert auch als CD-ROM. Der 32-Bit-Code wurde nicht auf Geschwindigkeit hin optimiert, sondern für eine hohe Kompatibilität mit NT auf einer breiten Palette von CPUs. |
| Office 97    | 30. Dezember 1996                              | 8.0                                                            | Windows            | Word, Excel, PowerPoint, Access 97, Publisher 97 oder 98 (SBS 1.0 bzw. 2.0), erstmals mit Outlook (optional noch Schedule+ 7.5 bis einschl. Off. 2003)                                                                                | letzte Version mit Unterstützung für NT 3.51 (Outlook, FrontPage und Publisher 98 benötigen Windows NT 4.0); letztmals ausgeliefert auf 3,5″-Disketten (45 Disketten für die Standard- bzw. 55 Disketten für die Professional-Version); Einführung des Office-Assistenten unter anderem mit der Figur von Karl Klammer |
| Office 98    | 15. März 1998                                  | 8.0                                                            | Mac OS (klassisch) | Word 98, Excel 98, PowerPoint 98, Internet Explorer 4, Outlook Express 4 | Office wurde weitgehend neu entwickelt, die Benutzeroberfläche wurde auf Mac OS ausgerichtet, System 7.5 oder höher. |
| Office 2000  | 27. Januar 1999                                | 9.0                                                            | Windows            | Word 2000, Excel 2000, Access 2000, Outlook 2000, Publisher 2000, PowerPoint 2000, Small Business Kundenmanager, FrontPage 2000, PhotoDraw 2000                                                                                       | letzte Version mit Unterstützung für Windows 95 |
| Office 2001  | 11. Oktober 2000                               | 9.0                                                            | Mac OS (klassisch) | Word 2001, Excel 2001, PowerPoint 2001 und Entourage 2001 | letzte Ausgabe für Classic-Systeme. Es benötigt Mac OS 8.1, empfohlen ist Mac OS 8.5 oder höher. |
| Office XP    | 31. Mai 2001                                   | 10.0                                                           | Windows            | Word 2002 usw. | Einführung Produktaktivierung; letzte Version mit Unterstützung für Windows 98 / ME / NT 4.0 |
| Office v.X   | 19. November 2001                              | 10.0                                                           | Mac OS X           | Word, Excel, PowerPoint, Entourage | erste Ausgabe für Mac OS X |
| Office 2003  | 17. November 2003                              | 11.0                                                           | Windows            | Word 2003, Excel 2003, Powerpoint 2003, Access 2003 usw. | ML-Unterstützung; letzte Version mit Unterstützung für Windows 2000 |
| Office 2004  | 11. Mai 2004                                   | 11.0                                                           | Mac OS X           | Word 2004, Excel 2004, PowerPoint 2004, Entourage 2004 | Benötigt auf Mac OS X 10.2.8 „Jaguar“ bis Mac OS X Leopard (10.5.8) einen PowerPC-Prozessor und läuft mittels Rosetta auf Mac OS X Tiger, Version 10.4.4 bis Mac OS X Snow Leopard (10.6.8) auch auf Intel-Macs, letztes Update: 11.6.6 (13. Dezember 2011) |
| Office 2007  | 30. Januar 2007                                | 12.0                                                           | Windows            | Word 2007, Excel 2007 usw. | Neue Benutzeroberfläche mit Multifunktionsleiste („Ribbon“) statt Menüs; Einführung eines neuen XML-Dateiformates, auch OOXML genannt, das aber mit dem ISO-Standard OOXML nicht identisch und inkompatibel ist. Seit SP2 auch Unterstützung für ODF 1.1 |
| Office 2008  | 15. Januar 2008                                | 12.0                                                           | Mac OS X           | Word, Excel, PowerPoint, Entourage, Expression Media | Erste native Mac-Version für Intel-Prozessoren (Universal Binary) und läuft auf Mac OS X Tiger, Version 10.4.9 und neuer, kein VBA, umfassende AppleScript-Unterstützung, letztes Update: 12.3.6 (11. März 2013) |
| Office 2010  | 15. Juni 2010                                  | 14.0                                                           | Windows            | Word, Excel, PowerPoint, Access, Outlook, OneNote, Publisher, InfoPath Designer, InfoPath Editor, SharePoint Workspace Einzelprodukte: Office Mobile für Windows Mobile, Visio, Project Web-Version: Word, Excel, PowerPoint, OneNote | Erste Unterstützung für das ISO-standardisierte OOXML-Dateiformat. Es gibt auch eine kostenfreie Basisversion. Erste Version, mit der Dokumente auch im Browser über ein Netzwerk bzw. das Internet bearbeitet werden können. Letzte Version für Windows XP und Vista. Laut Informationen des Technical Preview (Build 14.0.4006.1110): - Verfügbar als 32-Bit- und 64-Bit-Version. - Läuft auf Windows XP mit SP3, Vista (mindestens SP1), Windows 7 und Windows 8. - Unter einem 64-Bit-Betriebssystem ist sowohl die 32-Bit- als auch 64-Bit-Version lauffähig. |
| Office 2011  | 26. Oktober 2010                               | 14.0                                                           | Mac OS X           | Word, Excel, PowerPoint, Outlook | Aus Entourage wird Outlook, das nun komplett auf Cocoa basiert und den Import von PST-Dateien ermöglicht. Benötigt einen Intel-Prozessor und mindestens Mac OS X Leopard, Version 10.5.8. Einführung der aus Office 2007 bekannten Menüleiste. Auch die Anbindung an die Makro-Sprache Visual Basic for Applications kehrt zurück und das gemeinsame Bearbeiten von Dokumenten an verschiedenen Standorten über Sharepoint-Technologien soll möglich sein, letztes Update: 14.7.7 (September 2017)                                                                 |
| Office 2013  | 29. Januar 2013                                | 15.0                                                           | Windows            | Word, Excel, PowerPoint, Outlook, OneNote, Publisher, Access, InfoPath, SharePoint | Die Oberfläche wurde überarbeitet und an Windows 8 angepasst. Office 2013 wurde für die Bedienung für Touchscreens optimiert. |
| Office 2016  | OS X: 9. Juli 2015 Windows: 22. September 2015 | OS X: 15.x (bis Dezember 17) 16.x (ab Januar 18) Windows: 16.0 | Windows und OS X   | Word, Excel, PowerPoint, Outlook, OneNote (Windows zusätzlich: Publisher, Access) | Die Oberfläche wurde farblich überarbeitet, die Mac- und Windows-Version wurden einander angeglichen. Office wurde um einige neue Funktionen wie verbesserte Möglichkeiten zur Kollaboration ergänzt. |
| Office 2019  | 24. September 2018                             | macOS: 16.17 (RTM) Windows: 16.0                               | Windows und macOS  | Word, Excel, PowerPoint, Outlook (Windows zusätzlich: Publisher, Access; macOS zusätzlich: OneNote) | Office 365-Funktionen aus Office 2016 sind alle in dieser Version. Zudem gibt es neue Animationen in PowerPoint sowie neue Formulare in Excel. Office 2019 ist unter Windows nur unter Windows 10 verfügbar, OneNote nur noch für macOS und Windows 10. Dark-Mode-Unterstützung unter macOS. |
| Office 2021  | 05. Oktober 2021                               |                                                                | Windows und macOS  | Word, Excel, PowerPoint, OneNote, Outlook (Windows zusätzlich: Publisher, Access) | XVERWEIS als mächtigere Ergänzung zu SVERWEIS und WVERWEIS Dark-Mode-Unterstützung unter Windows. Apple Silicon/ARM64-Unterstützung unter macOS. |
| Office 2024  | 03. Oktober 2024                               |                                                                | Windows und macOS  | Word, Excel, PowerPoint, OneNote, Outlook (Windows zusätzlich: Access) | Windows: Enthält Publisher nicht mehr. |

Mit der Version 7.0, die nur für Windows herausgegeben wurde, erfolgte ein teilweise mehrfacher Versionssprung in Teilprogrammen, um:
- sämtliche Programme mit derselben Versionsnummer zu versehen
- Mac und PC auf eine einheitliche Versionsnummer zu bringen

Die Mac- und Windows-Versionen erhielten ab der darauf folgenden Version 8 zwar jeweils dieselben internen Nummern, waren aber an der Bezeichnung (XP resp. v.X und den jeweils anderen Jahreszahlen) auseinanderzuhalten.

## Interoperabilität
Die untenstehende Tabelle enthält eine vereinfachte Darstellung der Interoperabilität von verbreiteten Dokumentenstandards mit Windows-basierten Office-Versionen.
In neueren Office-Versionen wird auch ein Export von Dokumenten ins PDF-Format ermöglicht. Ab Office 2013 steht mittels der Funktion „PDF Reflow“ daneben eine Importmöglichkeit von Daten aus PDF-Dateien bereit. Laut Microsoft wird dabei allerdings nicht das Ziel verfolgt, Anzeige- oder Bearbeitungsprogramme für PDF-Dateien zu ersetzen.
|                                                 | Office 2003       | Office 2007       | Office 2010       | Office 2013       | Office 2016 für Windows | Office 2019       |
| ----------------------------------------------- | ----------------- | ----------------- | ----------------- | ----------------- | ----------------------- | ----------------- |
| Binärformate (.doc, .xls, .ppt) a               | Lesen & Schreiben | Lesen & Schreiben | Lesen & Schreiben | Lesen & Schreiben | Lesen & Schreiben       | Lesen & Schreiben |
| OOXML (Version ECMA-376, „OOXML 1st Edition“) b | Lesen & Schreiben | Lesen & Schreiben | Nur Lesen         | Nur Lesen         | Nur Lesen               | Nur Lesen         |
| OOXML (ISO/IEC 29500:2008 - Transitional)       | Nur Lesen         | Nur Lesen         | Lesen & Schreiben | Lesen & Schreiben | Lesen & Schreiben       | Lesen & Schreiben |
| OOXML (ISO/IEC 29500:2008 - Strict)             | nein              | nein              | Nur Lesen         | Lesen & Schreiben | Lesen & Schreiben       | Lesen & Schreiben |
| ODF 1.1                                         | nein              | Lesen & Schreiben | Lesen & Schreiben | Nur Lesen         | Nur Lesen               | Nur Lesen         |
| ODF 1.2                                         | nein              | nein              | nein              | Lesen & Schreiben | Lesen & Schreiben       | Lesen & Schreiben |

## Kritik
Eine Untersuchung der niederländischen Regierung kam im Spätherbst 2018 zum Ergebnis, dass Microsoft mithilfe von Office 2016 und Office 365 personenbezogene Nutzerdaten sammelt und dadurch gegen die DSGVO verstößt. 2020 wurde die Software dafür mit dem Negativpreis BigBrotherAward ausgezeichnet (siehe Microsoft 365#Kritik).